# Botryonopa concinna
Botryonopa concinna es un coleóptero de la familia Chrysomelidae.
Fue descrita científicamente por primera vez en 1901 por Gestro.